# Javier Castillejo
Francisco Javier Castillejo Rodríguez (Vallecas, 22 de marzo de 1968) es un boxeador español retirado en 2009, residente en Parla. Apodado "El Lince de Parla", ha sido campeón mundial de los pesos medios por la WBA, y anteriormente campeón mundial de los pesos superwelter por el WBC, siendo uno de los pocos boxeadores que ha poseído títulos de campeón del mundo en dos categorías diferentes.

## Biografía

### Inicios
Castillejo debutó en Santa Marta del Cerro el 22 de julio de 1988 ante el también español Ángel Díez al que ganó a los puntos en seis asaltos. Poco después concedió la revancha a Díez y volvió a ganar, esta vez antes del límite, en cuatro asaltos. Sus siete primeros combates los ganó, todos ellos en España, pero en el octavo combate fue derrotado por Del Bryan a los puntos en ocho asaltos.
Sus siguientes 22 combates los resolvió en su gran mayoría por nocaut y todos ellos terminaron con victoria de Castillejo, incluso en algunos de ellos estaba en juego algún cinturón (Campeonato de España wélter y campeonato Mundo Hispano de la WBC). El campeonato Mundo Hispano de la WBC lo ganó por primera vez el 12 de diciembre de 1992 ante Enrique Areco al que derrotó a los puntos en doce asaltos.

### Título WBA Superwelter
Por todo ello tuvo por fin una oportunidad mundialista, ante Julio César Vázquez por el título de la WBA superwelter pero cayó por decisión unánime en doce asaltos, las puntuaciones fueron 114-115, 114-115 y 111-120.
Después de este revés volvió a pelear por el campeonato Mundo Hispano de la WBC y por título europeo que ganó ante Bernard Razzano el 11 de enero de 1994. Este título lo defendería en cuatro ocasiones antes de caer ante Laurent Boudouani en el noveno asalto por nocaut técnico. Un año más tarde volvería a pelear ante el mismo rival en la revancha del título y volvería a perder, esta vez en doce asaltos por decisión unánime.
En sus siguientes combates ganó los títulos Mundo Hispano de la WBC, el título de campeón de España superwelter y el título Europeo para conseguir otra vez una oportunidad mundialista.

### Título WBC Superwelter
La oportunidad se la dio Keith Mullings el campeón superwelter de la WBC, el 29 de enero de 1999. Castillejo ganó el combate por decisión y se convirtió por primera vez en Campeón del Mundo de la WBC. Hasta en cinco ocasiones defendió exitosamente el título, ante Humberto Aranda que terminó en cuatro asaltos, ante Paolo Roberto que terminó en siete, ante Michael Rask también en siete asaltos y que fue parado por el árbitro después de consultar con el médico, ante Tony Marshall que ganó por decisión unánime y ante Javier Martínez Rodríguez, finalizado por k.o. en cuatro asaltos. 
Después llegaría quizá la pelea más importante en la carrera de Castillejo, un combate ante Óscar de la Hoya, el 23 de junio de 2001. Ésta iba a ser la gran pelea de Castillejo gracias a que era un evento de pago por visión. En la conferencia de prensa en Las Vegas, comentó: "no he venido a Las Vegas a hacer turismo sino a defender mi título". La pelea fue muy igualada durante los doce asaltos pero en el último Castillejo se fue al suelo y De la Hoya se adjudicó el título por decisión unánime.
Después de este revés disputó el título inaugural EBU-EU de la Unión Europea ante Xavier Moya al que ganó en cinco asaltos. Poco después tuvo la oportunidad de pelear por el título interino del peso superwelter de la WBC, el cual ganó ante Roman Karmazin por decisión unánime. Al año siguiente defendería dicho título ante Diego Castillo pero no tuvo un combate por el título indiscutible.
Los siguientes combates los realizó en España exceptuando la derrota ante el excampeón mundial Fernando Vargas ante el que perdió el 20 de agosto de 2005 por decisión unánime.

### Título WBA Mediano
Pero en 2006 volvió a tener una oportunidad mundialista, ante Felix Sturm y por el título mediano de la WBA. El combate fue muy duro pero Castillejo logró vencer por nocaut técnico en diez asaltos y proclamarse nuevo campeón mundial, el mayor de todos los que le volvían a ganar (38 años).
Poco después defendió su título ante Mariano Natalio Carrera ante el que perdió por nocaut técnico en once asaltos, pero su título le fue devuelto el 23 de febrero ya que Carrera dio positivo en un test antidopaje por clembuterol y fue sancionado durante seis meses. El 28 de abril, Castillejo volvió a pelear ante el anterior campeón de la WBA, Felix Sturm, y perdió por decisión unánime en doce asaltos. En noviembre del mismo año pelearía ante Carrera por segunda vez bajo el torneo de eliminación del título de la WBA y ganaría por ko en seis asaltos.
Después de casi 20 años de trayectoria, el 12 de abril de 2008, se enfrentó a Sebastian Sylvester por el Campeonato de Europa de la misma categoría y, tras doce asaltos, perdió, lo que le impidió luchar por el título mundial.
Tras su retirada en 2010 se ha dedicado a su escuela de boxeo, situada en Parla, y que sigue dirigiendo en la actualidad.

## Palmarés
- Campeón de España wélter (1990 y 1991)
- Campeón Mundo Hispano WBC superwelter (1992 y 1993)
- Campeón de Europa (EBU) superwelter (1994, 1995 y 1996)
- Campeón Mundo Hispano WBC (1996)
- Campeón de España superwelter (1997)
- Campeón de Europa (EBU) superwelter (1998)
- Campeón del mundo WBC superwelter (1999, 2000 y 2001)
- Campeón EBU-UE mediano (2002)
- Campeón del mundo interino WBC superwelter (2002 y 2003)
- Campeón del mundo WBA mediano (2006 y 2007)

## Peleas con títulos en Juego
- 19 de octubre de 1990, Leganés. Vence a Alfonso Redondo por KO Técnico en 4 asaltos y se proclama campeón de España Wélter.
- 5 de julio de 1991, Lugo. Vence a Domingo Sánchez por KO técnico en 4 asaltos y retiene la corona nacional.
- 12 de diciembre de 1992, Oviedo. Vence a Enrique Areco por puntos en 12 asaltos y se proclama campeón del mundo hispano del peso superwelter.
- 24 de abril de 1993, Leganés. Es derrotado por Julio César Vásquez y no logra conquistar el título mundial superwelter versión asociación mundial de boxeo.
- 29 de octubre de 1993, Leganés. Vence a Hugo Daniel Sclarendi por KO en 5 asaltos y retiene su corona del mundo hispano.
- 11 de enero de 1994, Dijon, Francia. Vence a Bernard Razzano que se retira en el sexto asalto, y se proclama campeón de Europa del peso superwelter.
- 19 de febrero de 1994, Leganés. Vence a Santo Colombo por KO técnico en 3 asaltos reteniendo su corona continental.
- 25 de marzo de 1994, Córdoba. Vence a Valentino Manca por KO técnico en 3 asaltos reteniendo su corona continental.
- 21 de mayo de 1994, Leganés. Vence a Patrick Vungbo por puntos 12 asaltos y retiene la corona continental.
- 23 de julio de 1994, Boiro. Vence a Ludovic Proto por retirada de este en el octavo asalto y retiene su corona continental.
- 3 de enero de 1995, Espernay, Francia. Es derrotado por Laurent Boudouani por KO técnico en 9 asaltos y pierde su corona continental.
- 6 de enero de 1996, Francia. Es derrotado por Laurent Boudouani por puntos en 12 asaltos y no logra recuperar la corona europea.
- 12 de julio de 1996, Hernani. Vence a Juan Ramón Medina, por KO en 8 asaltos y se proclama campeón del mundo hispano del peso superwelter.
- 18 de marzo de 1997, Valencia. Vence a Fernando José Riera, por puntos en 10 asaltos y se proclama campeón de España Superwelter.
- 2 de julio de 1998, Ipswich, Reino Unido. Vence a Ahmet Dottuev por KO técnico en 12 asaltos y se proclama campeón de Europa Superwelter.
- 29 de enero de 1999, Leganés. Vence a Keith Mullings por puntos en 12 asaltos y decisión dividida y se proclama campeón del mundo del peso superwelter versión Consejo mundial de Boxeo.
- 14 de mayo de 1999, Leganés. Vence a Humberto Aranda por KO técnico en 4 asaltos y retiene su corona mundial.
- 10 de septiembre de 1999, Leganés. Vence a Paolo Roberto por KO técnico en 7 asaltos y retiene su corona mundial.
- 17 de diciembre de 1999, Leganés. Vence a Michael Rask por KO técnico en 7 asaltos y retiene la corona mundial.
- 21 de julio de 2000, Leganés. Vence a Tony Marshall por puntos en 12 asaltos y retiene la corona mundial.
- 21 de octubre de 2000, México. Vence a Javier Martínez por KO en 4 asaltos y retiene su corona mundial.
- 23 de junio de 2001, Las Vegas, Nevada, Estados Unidos. Es derrotado por Oscar de la Hoya en 12 asaltos, y pierde su corona mundial.
- 11 de enero de 2002, Barcelona. Vence a Xavi Moya por KO técnico en 5 asaltos y se proclama campeón de la Unión Europea del peso medio.
- 26 de abril de 2002, Barcelona. Vence a Pierre Moreno por KO técnico en 7 asaltos y retiene el título de la Unión Europea.
- 12 de julio de 2002, Parla. Vence a Roman Karamazin por puntos en 12 asaltos y se proclama campeón del mundo interino superwelter del consejo mundial de boxeo.
- 9 de mayo de 2003, Leganés. Vence a Diego Castillo por KO en el primer asalto y retiene la corona mundial interina.
- 20 de agosto del 2005, Rosemont, Ilinois, Estados Unidos. Es derrotado por Fernando Vargas sin título en juego por puntos en 10 asaltos.
- 15 de julio del 2006, Hamburgo, Alemania. Vence a Felix Sturm por KO en 10 asaltos y se proclama campeón del mundo del peso medio versión Asociación mundial de Boxeo.
- 2 de diciembre del 2006, Berlín, Alemania. Se enfrenta a Mariano Natalio Carrera y aunque originalmente pierde por KO técnico en 11 asaltos, el combate es declarado no contest por positivo de Carrera.
- 28 de abril del 2007, Oberhausen, Alemania. Es derrotado por Felix Sturm, por puntos en 12 asaltos perdiendo su corona mundial.
- 13 de noviembre del 2007, Baden-Württemberg, Alemania. Vence a Mariano Natalio Carrera, por KO en 6 asaltos en una pelea eliminatoria por el título mundial del peso medio.
- 12 de abril de 2008, Jahnsportforum, Alemania. Es derrotado por  Sebastian Sylvester, por KO en 12 asaltos no consiguiendo conquistar el título europeo y perdiendo su opción a pelear por el título mundial.
- 4 de abril de 2009, Leganés, Madrid, España. Se despide del boxeo en activo en una memorable noche ante Pablo Navascues, la decisión de los jueces fue la de combate nulo al finalizar los 12 asaltos.

## Combates
| N.º | Resultado    | Balance  | Rival                     |       | Asalto  | Fecha      | Localidad                   |
| --- | ------------ | -------- | ------------------------- | ----- | ------- | ---------- | --------------------------- |
| 72  | Nulo         | 62-8-1-1 | Pablo Navascues           | PTS   | 10      | 4/4/2009   | Leganés                     |
| 71  | Derrota      | 62-8-0-1 | Sebastian Sylvester       | KO    | 12 (12) | 12/4/2008  | Nuevo Brandeburgo           |
| 70  | Victoria     | 62-7-0-1 | Mariano Natalio Carrera   | KO    | 6 (12)  | 13/11/2007 | Goppingen                   |
| 69  | Derrota      | 61-7-0-1 | Félix Sturm               | PTS   | 12      | 28/4/2007  | Oberhausen                  |
| 68  | No disputado | 61-6-0-1 | Mariano Natalio Carrera   | KOT   | 11 (12) | 2/12/2006  | Berlín                      |
| 67  | Victoria     | 61-6     | Félix Sturm               | KOT   | 10 (12) | 15/7/2006  | Hamburgo                    |
| 66  | Victoria     | 60-6     | Luis Carmona              | KOT   | 2 (10)  | 3/2/2006   | Santa Cruz de Tenerife      |
| 65  | Victoria     | 59-6     | Presente Brito            | PTS   | 8       | 4/11/2005  | Leganés                     |
| 64  | Derrota      | 58-6     | Fernando Vargas           | UD    | 10      | 20/8/2005  | Rosemont                    |
| 63  | Victoria     | 58-5     | Enrique Campos            | KOT   | 5 (8)   | 11/6/2004  | Leganés                     |
| 62  | Victoria     | 57-5     | Genaro Ríos               | KOT   | 3 (10)  | 16/4/2004  | Leganés                     |
| 61  | Victoria     | 56-5     | Ignacio Solar             | KOT   | 2 (10)  | 12/9/2003  | Leganés                     |
| 60  | Victoria     | 55-5     | Diego Castillo            | KOT   | 1 (12)  | 9/5/2003   | Leganés                     |
| 59  | Victoria     | 54-5     | Roman Karmazin            | PTS   | 12      | 12/7/2002  | Parla                       |
| 58  | Victoria     | 53-5     | Pierre Moreno             | KOT   | 7 (10)  | 26/4/2002  | Barcelona                   |
| 57  | Victoria     | 52-5     | Xavier Moya               | KOT   | 5 (10)  | 11/1/2002  | Barcelona                   |
| 56  | Derrota      | 51-5     | Óscar de la Hoya          | UD    | 12      | 23/6/2001  | Paradise                    |
| 55  | Victoria     | 51-4     | Javier Martínez Rodríguez | KOT   | 4 (12)  | 21/10/2000 | Ciudad de México            |
| 54  | Victoria     | 50-4     | Tony Marshall             | PTS   | 12      | 21/7/2000  | Leganés                     |
| 53  | Victoria     | 49-4     | Juan Rondón               | KOT   | 3 (10)  | 14/4/2000  | Leganés                     |
| 52  | Victoria     | 48-4     | Mohamed Boualleg          | KO    | 8 (10)  | 17/3/2000  | Ciudad Real                 |
| 51  | Victoria     | 47-4     | Michael Rask              | KOT   | 7 (12)  | 17/12/1999 | Leganés                     |
| 50  | Victoria     | 46-4     | Paolo Roberto             | KOT   | 7 (12)  | 10/9/1999  | Leganés                     |
| 49  | Victoria     | 45-4     | Humberto Aranda           | KOT   | 4 (12)  | 14/5/1999  | Leganés                     |
| 48  | Victoria     | 44-4     | Keith Mullings            | PTS   | 12      | 29/1/1999  | Leganés                     |
| 47  | Victoria     | 43-4     | Cristinel Acatrinei       | KOT   | 2 (8)   | 16/10/1998 | Leganés                     |
| 46  | Victoria     | 42-4     | Ahmet Dottuev             | KOT   | 12 (12) | 2/7/1998   | Ipswich                     |
| 45  | Victoria     | 41-4     | Fernando José Riera       | PTS   | 10      | 18/3/1997  | Valencia                    |
| 44  | Victoria     | 40-4     | Juan Ramón Medina         | KOT   | 8 (12)  | 12/7/1996  | Hernani                     |
| 43  | Victoria     | 39-4     | Tibor Horvath             | KOT   | 4 (6)   | 16/5/1996  | Madrid                      |
| 42  | Victoria     | 38-4     | Stefan Driscu             | KOT   | 2 (8)   | 7/3/1996   | Madrid                      |
| 41  | Derrota      | 37-4     | Laurent Boudouani         | PTS   | 12      | 6/1/1996   | Levallois-Perret            |
| 40  | Victoria     | 37-3     | Carlos Rocha Tomar        | DESC. | 6 (6)   | 14/7/1995  | Sevilla                     |
| 39  | Derrota      | 36-3     | Laurent Boudouani         | KOT   | 9 (12)  | 3/1/1995   | Épernay                     |
| 38  | Victoria     | 36-2     | Ludovic Proto             | KOT   | 8 (12)  | 23/7/1994  | Boiro                       |
| 37  | Victoria     | 35-2     | Patrick Vungbo            | PTS   | 12      | 29/5/1994  | Leganés                     |
| 36  | Victoria     | 34-2     | Valentino Manca           | KOT   | 3 (12)  | 25/3/1994  | Córdoba                     |
| 35  | Victoria     | 33-2     | Santo Colombo             | KOT   | 3 (12)  | 19/2/1994  | Leganés                     |
| 34  | Victoria     | 32-2     | Bernard Razzano           | RET.  | 6 (12)  | 11/1/1994  | Dijón                       |
| 33  | Victoria     | 31-2     | Hugo Daniel Sclarandi     | KO    | 5 (12)  | 29/10/1993 | Leganés                     |
| 32  | Victoria     | 30-2     | Javier Rivera             | KOT   | 4 (8)   | 25/6/1993  | Leganés                     |
| 31  | Derrota      | 29-2     | Julio César Vásquez       | PTS   | 12      | 24/4/1993  | Leganés                     |
| 30  | Victoria     | 29-1     | Jesús Carlos Vélez        | PTS   | 8       | 26/3/1993  | Leganés                     |
| 29  | Victoria     | 28-1     | Enrique Areco             | PTS   | 12      | 12/12/1992 | Oviedo                      |
| 28  | Victoria     | 27-1     | Antonio Campbell          | KO    | 3 (8)   | 13/10/1992 | Leganés                     |
| 27  | Victoria     | 26-1     | Vasile Citea              | PTS   | 8       | 17/7/1992  | Leganés                     |
| 26  | Victoria     | 25-1     | Jorge Sclarandi           | PTS   | 8       | 19/6/1992  | Leganés                     |
| 25  | Victoria     | 24-1     | Saoul Mamby               | PTS   | 8       | 15/5/1992  | Bilbao                      |
| 24  | Victoria     | 23-1     | Harry Arroyo              | KOT   | 3 (8)   | 10/4/1992  | Leganés                     |
| 23  | Victoria     | 22-1     | Edison Martínez           | KO    | 3 (8)   | 14/3/1992  | Leganés                     |
| 22  | Victoria     | 21-1     | Lindon Scarlett           | PTS   | 8       | 8/2/1992   | Leganés                     |
| 21  | Victoria     | 20-1     | Gejza Stipak              | RET.  | 4 (8)   | 17/1/1992  | Leganés                     |
| 20  | Victoria     | 19-1     | Patrick Vungbo            | KOT   | 5 (8)   | 6/12/1991  | Leganés                     |
| 19  | Victoria     | 18-1     | Domingo Sánchez           | KOT   | 4 (10)  | 5/7/1991   | Lugo                        |
| 18  | Victoria     | 17-1     | Juan Rosario              | KOT   | 6 (8)   | 18/5/1991  | Madrid                      |
| 17  | Victoria     | 16-1     | Eric Dindaine             | PTS   | 8       | 21/12/1990 | Leganés                     |
| 16  | Victoria     | 15-1     | Alfonso Redondo           | KOT   | 4 (10)  | 19/10/1990 | Leganés                     |
| 15  | Victoria     | 14-1     | José Salinas              | KO    | 1 (8)   | 17/8/1990  | Almería                     |
| 14  | Victoria     | 13-1     | Claudio Salgado           | KOT   | 1 (6)   | 14/7/1990  | Parla                       |
| 13  | Victoria     | 12-1     | Mateo Valdez              | KOT   | 2 (8)   | 31/5/1990  | Madrid                      |
| 12  | Victoria     | 11-1     | Félix Rodríguez           | KOT   | 5 (8)   | 5/5/1990   | Zaragoza                    |
| 11  | Victoria     | 10-1     | Carlos Tavárez            | KOT   | 2 (6)   | 16/2/1990  | Bilbao                      |
| 10  | Victoria     | 9-1      | Louie Antuna              | PTS   | 6       | 30/12/1989 | Santoña                     |
| 9   | Victoria     | 8-1      | Jimmy Bartes              | KOT   | 2 (6)   | 16/11/1989 | Madrid                      |
| 8   | Derrota      | 7-1      | Del Bryan                 | PTS   | 8       | 19/8/1989  | Benidorm                    |
| 7   | Victoria     | 7-0      | Víctor Carvalho           | PTS   | 6       | 29/7/1989  | Madrid                      |
| 6   | Victoria     | 6-0      | Juan Antonio López        | PTS   | 8       | 14/6/1989  | Madrid                      |
| 5   | Victoria     | 5-0      | Modesto Vilardell         | KOT   | 1 (6)   | 23/2/1989  | Madrid                      |
| 4   | Victoria     | 4-0      | Santiago Vásquez          | PTS   | 6       | 19/11/1988 | Irún                        |
| 3   | Victoria     | 3-0      | Juan Pérez                | KOT   | 1 (4)   | 4/11/1988  | Torrejón de Ardoz           |
| 2   | Victoria     | 2-0      | Ángel Díez                | KOT   | 4 (6)   | 2/9/1988   | San Martín de Valdeiglesias |
| 1   | Victoria     | 1-0      | Ángel Díez                | PTS   | 6       | 22/7/1988  | Madrid                      |

| Predecesor: Keith Mullings          | WBC Campeones del Concilio Mundial de Boxeo 29 de enero de 1999 - 23 de junio de 2001        | Sucesor: Óscar de la Hoya        |
| Predecesor: Felix Sturm             | WBA Campeones de la Asociación Mundial de Boxeo 15 de julio de 2006 - 2 de diciembre de 2006 | Sucesor: Mariano Natalio Carrera |
| Predecesor: Mariano Natalio Carrera | WBA Campeones de la Asociación Mundial de Boxeo 23 de febrero de 2007 - 28 de abril de 2007  | Sucesor: Felix Sturm             |

## Televisión
En el año 2012 hizo un cameo con el reality show "Me cambio de familia".

## Premios, reconocimientos y distinciones
- Medalla de Oro de la Real Orden del Mérito Deportivo, otorgada por el Consejo Superior de Deportes (2009)
- Medalla de Plata de la Real Orden del Mérito Deportivo, otorgada por el Consejo Superior de Deportes (2000)[1]